# Kościół Matki Bożej Królowej Polski w Słajsinie
Kościół Matki Bożej Królowej Polski w Słajsinie – katolicki kościół parafialny zlokalizowany we wsi Słajsino w gminie Nowogard, w powiecie goleniowskim (województwo zachodniopomorskie). Należy do parafii Niepokalanego Poczęcia Najświętszej Maryi Panny w Wierzbięcinie.

## Historia i architektura
Wzniesiony w konstrukcji ryglowej kościół zbudowany został w 1737 roku. Jest najmniejszą świątynią ryglową na Pomorzu Zachodnim. Sytuowany na planie prostokąta, jest orientowaną budowlą salową, krytą dachem dwuspadowym. Okna w korpusie nawowym mają kształt prostokątny. Od strony zachodniej do kościoła przylega wolnostojąca, drewniana wieża na planie kwadratu, nakryta dachem namiotowym. Na wieży zawieszony jest brązowy dzwon z 1737 roku.
Wnętrze kościoła nakrywa drewniany, belkowany strop. Prezbiterium zamknięte jest prostą ścianą, na której umieszczony jest krzyż, obok którego zawieszony jest obraz Matki Bożej Królowej Polski przywieziony z Kresów Wschodnich przez pierwszych polskich osadników. Posadzka wylana jest cementem.
Po II wojnie światowej kościół został konsekrowany jako świątynia katolicka w dniu 3 maja 1946 roku.